# Xenopus pygmaeus
Xenopus pygmaeus é uma espécie de anfíbio da família Pipidae.
Pode ser encontrada nos seguintes países: República Centro-Africana, República Democrática do Congo, Uganda e possivelmente em República do Congo.
Os seus habitats naturais são: florestas subtropicais ou tropicais húmidas de baixa altitude, pântanos, marismas de água doce, marismas intermitentes de água doce, jardins rurais e florestas secundárias altamente degradadas.